# Províncias do Kuwait
O Kuwait é dividido em 6 províncias (muhafazah). Estas províncias, por sua vez, são subdivididas em distritos.
| Al Ahmadi1 | Al Ahmadi         | 5 120  | 390 927   | 1946 a partir de Al Asimah    |
| Al Asimah (ou Al Kuwayt)2                                                                                         | Al-Kuwait         | 200    | 254 503   | província original            |
| Al Farwaniyah | Al Farwaniyah     | 190    | 620 935   | 1988 a partir de Al Asimah    |
| Al Jahra3 | Al Jahra          | 12 130 | 269 915   | 1979 a partir de Al Asimah    |
| Hawalli | Hawalli           | 84     | 482 127   | província original            |
| Mubarak Al-Kabeer                                                                                                 | Mubarak Al-Kabeer | 94     | 175 244   | Nov. 1999 a partir de Hawalli |
| TOTAL |                   | 17 818 | 2 193 651 |                               |
| 1 A Zona Neutra foi dissolvida em 18 de dezembro de 1969 e a parte norte com 2 590 km² foi adicionada a Al Ahmadi |                   |        |           |                               |
| 2 incluindo as ilhas de Failaka, Miskan e Auhah                                                                   |                   |        |           |                               |
| 3 incluindo as ilhas de Warbah e Bubiyan que juntas possuem 900 km²                                               |                   |        |           |                               |